# Cerodirphia amamartinensis
Cerodirphia amamartinensis is een vlinder uit de familie nachtpauwogen (Saturniidae). De wetenschappelijke naam van de soort is voor het eerst geldig gepubliceerd door Ronald Brechlin in 2017.

## Type
- holotype: 7/2011; coll. Dr. Ronald Brechlin; "BC-RBP 6787"; "GU-RBP 2016-2791"; in CRBP in coll. MWM München, Duitsland